# Pay per click
A pay per click (rövidítve PPC, "kattintás alapú fizetés") egy hirdetési szolgáltatás, amelynél a hirdető azokért a reklámmegjelenésekért fizet, amelyek után a felhasználók a hirdető weboldalára érkeznek. A hirdető számára a hagyományos bannerekkel szemben, ahol a megjelenítés alapján történik az elszámolás, anyagi szempontból sokkal előnyösebb, és használatával pontosabban elérhető a kívánt célcsoport.
A legnagyobb külföldi PPC rendszer a Google, őt követi a Microsoft Advertising (ami lehetőséget kínál a Bing, Yahoo és AOL keresési hálózatokon való megjelenésre). Az USA-ban az online reklámköltség 40%-át teszi ki a PPC. Magyarországon a Google, Facebook, a CTnetwork, az Etarget, illetve a Kulcs-Kereső rendszerek használatosak.
Emellett 2011-ben elindult a PPCnetwork, ami a Google AdWords, a Facebook, a CTnetwork és Etarget rendszereket fogja össze.

## Lásd még
- Keresőmarketing